# نسکاتونگا، اکلاهما
نسکاتونگا (به انگلیسی: Nescatunga) یک منطقهٔ مسکونی در ایالات متحده آمریکا است که در شهرستان الفالفا، اکلاهما واقع شده‌است. نسکاتونگا ۰٫۶ کیلومتر مربع مساحت و ۷۰ نفر جمعیت دارد و ۳۴۹ متر بالاتر از سطح دریا واقع شده‌است.